# بابا (مقدونیه شمالی)
بابا (به لاتین: Baba) یک رشته‌کوه و کوه در مقدونیه شمالی است که در Bitola Municipality واقع شده‌است. بابا ۲٬۶۰۱ متر بالاتر از سطح دریا واقع شده‌است.